# Werktag
Als Werktag gilt allgemein jeder Tag, der nicht Sonntag oder gesetzlicher Feiertag ist. Es gibt jedoch Rechtsvorschriften, bei denen auch der Samstag (Sonnabend) nicht als Werktag gilt. Er wird häufig mit dem „Arbeitstag“ verwechselt.

## Allgemeines
Die Bestimmung dessen, was ein Werktag ist, variiert je nach Gesetzeszweck. Laut Arbeitszeitgesetz (ArbZG) ist ein Werktag jeder Wochentag außer Sonntag. Auch wenn sowohl an Sonntagen als auch an Feiertagen standardmäßig nicht gearbeitet werden soll, kann ein Feiertag auf einen Werktag fallen, nicht aber ein Sonntag (siehe §§ 10 Abs. 4, § 11 Abs. 3 und § 12 Nr. 2 ArbZG.: „...an einem auf einen Werktag fallenden Feiertag ... “). Dass ein Werktag jeder Wochentag außer ein Sonntag ist, ist kompatibel mit Bestimmungen wie § 193 BGB. Sie könnten nämlich ohne inneren Widerspruch auch so formuliert werden: "Fällt der letzte Tag einer Frist oder Befristung auf einen Sonntag, oder auf einen Werktag, der ein Samstag oder ein gesetzlicher Feiertag ist, so tritt an die Stelle eines solchen Tages fristwahrend der nächste Werktag als Fristende". Die Bestimmung des ArbZG ist hingegen nicht kompatibel mit der des § 3 LadSchlG, weil es ausgeschlossen ist, dass Bäckereien nach derselben Norm am selben Tag ihren Laden sowohl früher öffnen dürfen als auch geschlossen bleiben müssen.
In Anlehnung an diese im Arbeitszeitgesetz implizite Definition des Sechs-Tage-Woche-Standards werden in verschiedenen Normen wie Tarifverträgen für eine Fünf-Tage-Woche die Werktage so bestimmt, dass beide Wochenendtage, Sonntag und Samstag, keine Werktage sind. 
Ein Werktag ist ein Tag, an dem im Unterschied zu Sonn- und Feiertagen in der Regel gearbeitet wird bzw. werden darf. Auch die Stillen Tage (z. B. Heiligabend) zählen im Grundsatz zu den Werktagen, obwohl an diesen Tagen bestimmte gesetzliche Einschränkungen zu beachten sind. Der Begriff „Werktag“ wird häufig mit dem Arbeitstag verwechselt. Die meisten Arbeitnehmer arbeiten heutzutage von Montag bis Freitag und gehen deshalb davon aus, dass der für sie arbeitsfreie Samstag kein Werktag sei. Ob dies so ist, hängt jedoch vom konkreten Fachgebiet ab. Gesetze und Rechtsprechung benutzen sowohl die Begriffe „Arbeitstag“ als auch „Werktag“, wenn es darum geht, Willenserklärungen (wie die Kündigung) abzugeben, Fristen (Fälligkeit) oder Termine (Lieferung) zu berechnen, Leistungen (Zahlungen) zu erbringen, Urlaub (auch Bildungsurlaub, Sonderurlaub, Zusatzurlaub) zu berechnen, Fahrzeiten auf Fahrplänen anzugeben oder den zeitlichen Geltungsbereich von Verkehrsschildern oder Parkuhren einzuschränken. Gesetze verwenden beide Begriffe jedoch nicht einheitlich, nicht konsequent und oftmals ohne sie zu definieren, so dass auch hieraus Verwirrung entstehen kann. Generell gilt, dass der Samstag zwar ein Werktag, aber heute meist kein Arbeitstag mehr ist.

## Rechtsfragen
Sowohl Arbeitstag als auch Werktag sind Rechtsbegriffe, die in verschiedenen Rechtsgebieten vorkommen. Die Definition des Werktages wirkt sich rechtlich aus auf Ladenschluss- und Öffnungszeiten, die Ermittlung von Urlaubsansprüchen, den Zahlungsverkehr, Parkregelungen, LKW-Fahrverbote, erlaubte Lärmemissionen und Ähnliches, wie auch auf zulässige Schultage – also Tage, an denen Unterricht stattfinden kann.

### Fristberechnungen
Die zentrale Vorschrift für die Fristberechnung ist der § 193 BGB. Fällt der letzte Tag einer Frist oder Befristung auf einen Samstag, Sonntag oder gesetzlichen Feiertag, so tritt an die Stelle eines solchen Tages fristwahrend der nächste Werktag als Fristende. Dies gilt auch gemäß § 222 Abs. 2 ZPO im Zivilprozess. Der Begriff des Werktages wird hier jedoch nicht definiert. Bei Kündigungsfristen (etwa aus § 580a Abs. 1 Nr. 3 BGB, auch bei der Beendigung des Arbeitsverhältnisses durch Kündigung) ist zu beachten, dass § 193 BGB weder unmittelbar noch entsprechend anwendbar ist, damit Kündigungsfristen zum Schutz des Gekündigten diesem ungekürzt zur Verfügung stehen.

### Arbeitszeit
Das Arbeitszeitgesetz (ArbZG) bestimmt in § 3 ArbZG, dass die werktägliche Arbeitszeit der Arbeitnehmer acht Stunden nicht überschreiten darf, wobei eine Verlängerung auf bis zu zehn Stunden möglich ist. Auch hier wird der Werktag nicht definiert; aus § 10 ArbZG ergibt sich jedoch, dass der Samstag als Werktag angesehen wird.

### Bauwesen
Der Auftragnehmer von Bauleistungen muss nach § 14 Abs. 3 VOB/B innerhalb von 12 Werktagen die Schlussrechnung stellen; der Samstag gilt auch hier als Werktag. Soweit vertragliche Fristen bei Bauleistungen auf Werktage abstellen, rechnet der Samstag im Zweifel mit (§ 11 Abs. 3 VOB/B).

### Fahrpläne
Bei Fahrplänen wird oft mittels ⚒ (Schlägel und Eisen) symbolisiert bzw. als „W“ abgekürzt, dass ein Verkehrsmittel nur an Werktagen fährt. Dies schließt den Samstag ein. Bei Verkehrsmitteln, die samstags nicht verkehren, ist dies daher zusätzlich vermerkt („⚒ außer Sa“ bzw. „W (Sa)“). In der Schweiz und in Österreich werden die Werktage auf Fahrplänen gleich ausgezeichnet, die Einschränkung auf die Wochentage Montag bis Freitag wird allgemein mit dem Symbol Ⓐ gekennzeichnet, in Deutschland als „Mo–Fr“ abgekürzt. So gekennzeichnete Züge verkehren auch, wenn etwa ein Donnerstag auf einen Feiertag fällt; nicht aber solche, die mit „⚒ außer Sa“ gekennzeichnet sind.

### Ladenschluss
Der Ladenschluss an Werktagen wurde erstmals im Juli 1900 in der Gewerbeordnung (GewO) gesetzlich geregelt. § 139e GewO a. F. sah einen allgemeinen Ladenschluss von 21:00 bis 05:00 Uhr an Werktagen vor. Gesetze und Verordnungen erklärten nach 1948 einen früheren Ladenschluss für die Samstage als verbindlich. Im November 1956 schränkte ein Bundesgesetz (Ladenschlussgesetz, LadSchlG) die Ladenöffnung montags bis freitags von 07:00 Uhr bis 18:30 Uhr, samstags bis 14:00 Uhr ein. Im Oktober 1989 gab es den ersten Dienstleistungsabend donnerstags bis 20:30 Uhr (Langer Donnerstag). Seit September 2006 liegt die Gesetzgebungskompetenz für den Ladenschluss ausschließlich bei den Ländern, wovon außer Bayern alle Länder durch Erlass eigener Ladenschlussgesetze Gebrauch machten.
Das Ladenschlussgesetz (LadSchlG) spricht von Werktagen und meint bei den Ladenschlusszeiten des § 3 LadSchlG Sonn- und Feiertage, der Samstag ist demnach ein Werktag. An Werktagen während der allgemeinen Ladenschlusszeiten (§ 3 LadSchlG) und an Sonn- und Feiertagen ist nur die Abgabe von Arznei-, Krankenpflege-, Säuglingspflege- und Säuglingsnährmitteln, hygienischen Artikeln sowie Desinfektionsmitteln gestattet (§ 4 Abs. 1 LadSchlG). In Baden-Württemberg sind die Ladenschlusszeiten an den Werktagen seit dem 6. März 2007 vollständig aufgehoben. Die Ladenöffnung ist hier ganztags möglich.

### Mietrecht
Die Miete ist gemäß § 556b Abs. 1 BGB zu Beginn, spätestens bis zum dritten Werktag der einzelnen Zeitabschnitte zu entrichten, nach denen sie bemessen ist. Der Bundesgerichtshof (BGH) hat hierzu im Juli 2010 entschieden, dass der Samstag bei der Berechnung der Zahlungsfrist für die Entrichtung der Miete nicht als Werktag anzusehen ist, sehr wohl aber bei der Berechnung der Kündigungsfrist gemäß § 573c BGB. Damit hat er sich bezüglich der Zahlungsfrist an die Bankarbeitstage angepasst, weil Mietzahlungen meist unbar (auf ein Bankkonto) geleistet werden, was samstags nicht möglich ist, während Kündigungsschreiben per Post auch samstags zugestellt werden. Das Gericht stellt hierbei fest, dass der Samstag im allgemeinen Sprachgebrauch ein Werktag sei. Selbst innerhalb des Mietrechts gibt es damit keine einheitliche Regelung für den Werktag.

### Sozialrecht
Bezüglich Kinder- und Jugendhilfe gelten nach Achtem Buch Sozialgesetzbuch (SGB VIII) als Werktage gemäß § 7 SGB VIII die Wochentage Montag bis Freitag in diesem Bereich des Sozialrechts; ausgenommen sind auch hier gesetzliche Feiertage.

### Urlaub
Das Bundesurlaubsgesetz (BUrlG) definiert Werktage als alle Kalendertage, die nicht Sonn- oder gesetzliche Feiertage sind (§ 3 BUrlG), so dass der Samstag urlaubsrechtlich als Werktag gilt und als Urlaubstag zählt. In Arbeitsverträgen gibt es bei der Angabe des Urlaubsanspruches häufig Verwirrung bei der Benutzung der Begriffe Arbeitstag und Werktag. Nach § 3 Abs. 1 BUrlG beträgt der gesetzliche Mindesturlaub 24 Werktage. Der gesetzliche Mindesturlaub ist jedoch bezogen auf eine Sechs-Tage-Woche. Bei einer anderen Verteilung der Wochenarbeitszeit ist der Anspruch im Dreisatz umzurechnen. Im Fall einer Fünf-Tage-Woche beträgt der gesetzliche Urlaubsanspruch daher umgerechnet {\displaystyle {\frac {\text{24}}{\text{6}}}\cdot 5=20} Arbeitstage. In allen Fällen entspricht er also vier Arbeitswochen.
Wenn an Sonn- und Feiertagen jedoch regelmäßig gearbeitet wird, sind die Sonn- und Feiertage, an denen Arbeitspflicht besteht, bei der Bestimmung der individuellen Urlaubsmenge als Werktage anzusehen. Urlaubsregelungen in Tarifverträgen sehen meist nicht wie das BUrlG Werktage als Urlaubstage vor, sondern die Urlaubstage werden auf die Arbeitstage angerechnet. Arbeitstage sind tarifvertraglich alle Kalendertage, an denen der Arbeitnehmer planmäßig oder betriebsüblich zu arbeiten hat oder zu arbeiten hätte, mit Ausnahme der auf Arbeitstage fallenden gesetzlichen Feiertage, für die kein Freizeitausgleich gewährt wird. Hierdurch zählt der Samstag in denjenigen Branchen nicht als Urlaubstag, wo am Samstag nicht gearbeitet wird. Dagegen gilt in § 6 Abs. 3 TVöD-Krankenhaus der Samstag als Werktag im tariflichen Sinne. Arbeitstage im Sinne des § 26 Abs. 1 TVöD definiert das Bundesarbeitsgericht (BAG) als alle Tage, an denen der Arbeitnehmer zu arbeiten hat. Dieselbe Definition wendet das BAG auch sonst zur Ausfüllung des Begriffs „Arbeitstag“ an.

### Verkehrsrecht

Zusatzzeichen 1042-31 – „werktags 18 - 19 h“

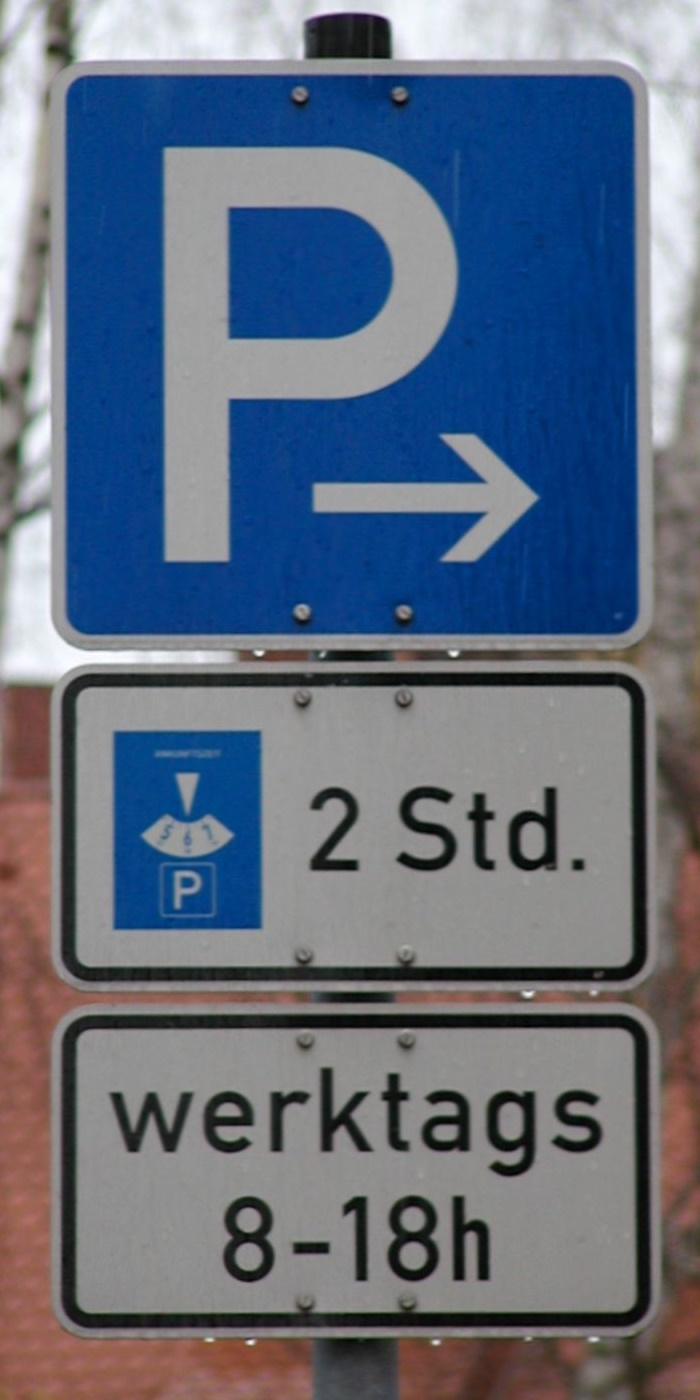
Beschränkung auf Werktage

Häufig herrscht im Straßenverkehr bei der Auslegung des Regelungsinhalts des Zusatzzeichens „werktags“ Unklarheit darüber, ob der Samstag ein Werktag ist oder nicht. Auch wenn der Samstag heute zunehmend kein Arbeitstag mehr ist, so gilt er verkehrsrechtlich noch als Werktag. Das Oberlandesgericht Hamm entschied im März 2001, dass der Begriff nicht mit „Arbeitstag“ gleichzusetzen sei, sondern vielmehr als Gegensatz zum Begriff „Sonn- und Feiertag“ zu verstehen ist; der Samstag sei im „allgemeinen Sprachgebrauch“ auch heute noch ein Werktag. Zur Klarstellung wird ein Zusatzzeichen, etwa „Mo.–Fr.“, verwendet. Das ist auch bei Parkuhren zu beachten, bei denen der Samstag ebenfalls als Werktag gilt.

### Zahlungsdienste
Das BGB erwähnt im Zahlungsdiensterecht zusätzlich den Geschäftstag. Geschäftstag ist jeder Tag, an dem der an der Ausführung eines Zahlungsvorgangs beteiligte Zahlungsdienstleister den für die Ausführung von Zahlungsvorgängen erforderlichen Geschäftsbetrieb unterhält (§ 675n Abs. 1 BGB). Der Geschäftstag ist insoweit mit dem Bankarbeitstag identisch. Demnach ist der Samstag kein Geschäftstag im Rahmen des Zahlungsdiensterechts. Fällt der Zugang eines Zahlungsauftrages nicht auf einen Geschäftstag des Zahlungsdienstleisters des Zahlungspflichtigen, so gilt für die Zwecke des § 675s Abs. 1 BGB der darauf folgende Geschäftstag als Zeitpunkt des Zugangs. Das Wechselrecht verlangt in Art. 38 Abs. 1 WG, dass der Wechselinhaber den Wechsel am Zahlungstag oder an einem der beiden folgenden Werktage zur Zahlung vorzulegen hat.

## International
Auch in Österreich fällt die Definition des Werktags unterschiedlich aus. Im Verkehrsrecht gehört der Samstag dazu, im Konsumentenschutzgesetz und Pensionsgesetz dagegen nicht. Im österreichischen Verwaltungsrecht gilt: „Unter Werktag ist jeder Tag zu verstehen, der nicht ein Sonntag oder ein gesetzlicher Feiertag ist“. In der Schweiz gelten Montag bis Samstag als Werktage. Ein Werktag oder Arbeitstag dient dort zur Einordnung eines Wochentages in Arbeitstag oder in einen arbeitsfreien Tag. In der Geschäftswelt werden Termine und Fristen oft in Werktagen angegeben, da nur an diesen gearbeitet wird.
In Frankreich entsprechen die Werktage (französisch jour ouvrable) Montag bis Samstag, die Arbeitstage (französisch journée de travail) sind jedoch meist nur Montag bis Freitag. Im britischen Recht wird der Samstag nicht als Werktag (englisch workday) verstanden. Anders als in Deutschland werden im Vereinigten Königreich Feiertage, die auf ein Wochenende fallen, auf den nächsten Werktag verlegt. Einen Tag der Arbeit als Feiertag gibt es im Vereinigten Königreich nicht, es gibt nur einen Mai-Feiertag (englisch May Day oder ganz korrekt englisch Spring bank holiday on the first Monday in May), jedoch am 1. Mai als Feiertag nur dann, wenn dieser auf einen ansonsten werktäglichen Montag fällt.
Die Art der Werktage hängt stark vom Kulturraum ab. In islamischen Ländern sind Samstag und Sonntag meist Werktage, das Freitagsgebet (arabisch salāt al-dschumʿa) macht den Freitag meist nicht zum Ruhetag, denn vielfach ruht nur während der Gebetszeit die Arbeit. Der Koran erlaubt nämlich die Erwerbstätigkeit nach dem Freitagsgebet. In Israel ist der Sabbat kein Werktag, denn das vierte Gebot (hebräisch מצוה, Mitzvot) der Thora erklärt den Sabbat zum Ruhetag. Auch die jüdischen Feiertage sind keine Werktage in Israel.